# Province (littérature)
Pour l’article homonyme, voir Province.
Le vocable « Province, provincial » est fortement connoté en France, où son utilisation est particulièrement fréquente à Paris et relève dans une large mesure du parisianisme. Ce sens est également utilisé à Lima, à Sofia et à Bucarest. Le problème ne se pose pas en ces termes en Belgique ou au Canada, en revanche l’Italie connaît une semblable discrimination. Étymologiquement, la province est le pays vaincu (pro vincere) par les empereurs romains, puis sous l’ancien régime les provinces sont des circonscriptions militaires et fiscales. 
La réinvention moderne au XIXe siècle de la province est motivée par des motifs politiques, la France est encore morcelée et divisée, il faut fortifier le sentiment patriotique. Dès lors, le pouvoir travaille à affermir un État centralisateur qui réunit l’ensemble du système administratif dans la capitale, qui aplanit les différences culturelles quand il ne les nie pas (interdiction d’enseigner les langues régionales, par exemple) et qui réécrit l’histoire sous l’impulsion de Michelet en s’efforçant de trouver une continuité historique, parfois artificielle, des ancêtres gaulois jusqu’à la naissance de la fragile république.

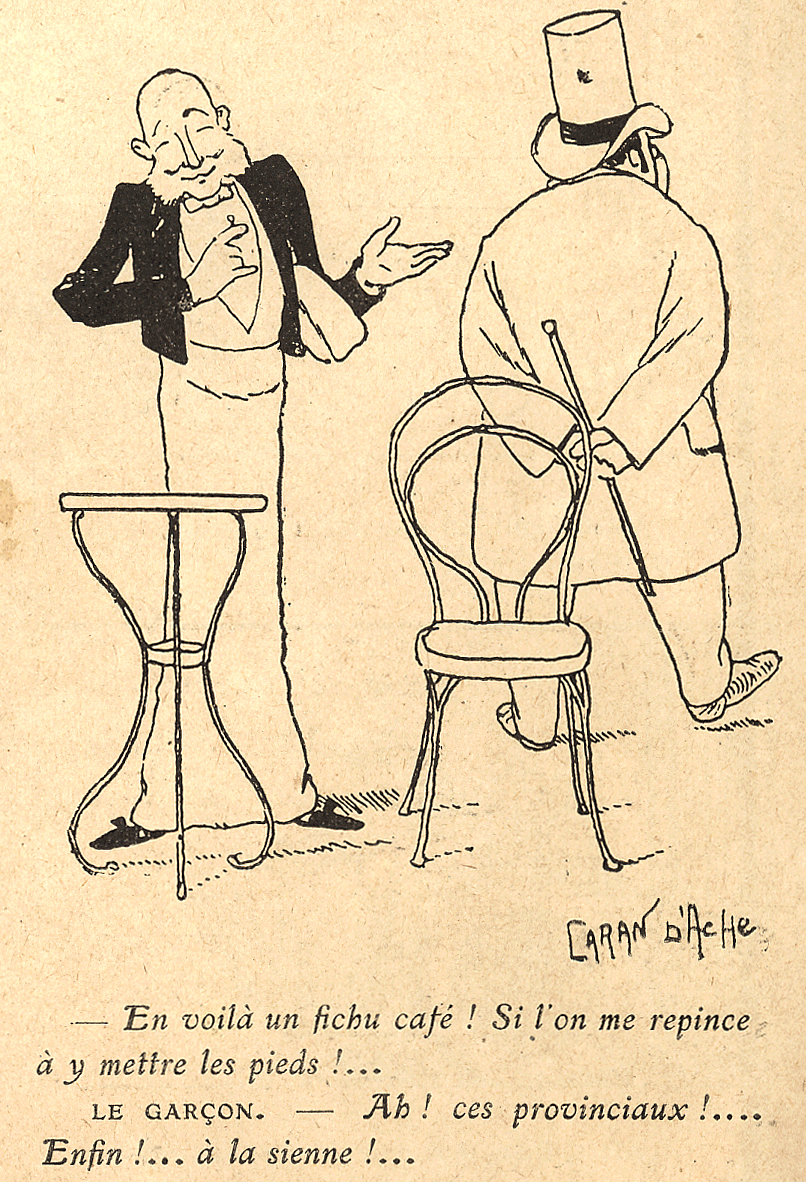
Dans cette case finale d'une bande dessinée de Caran d'Ache publiée au début du XXe siècle le provincial est caricaturé comme étant gauche et peu intelligent.

## La Province fantasmée dans la littérature
La palette de fantasme que génère la France rebaptisée en province dans la littérature est variée mais on peut néanmoins tenter une typologie. 
- Le complexe d'infériorité du provincial chez Honoré de Balzac : « La France au dix-neuvième siècle est partagée en deux grandes zones : Paris et la province, la province jalouse de Paris » dans La Muse du Département, page 652, qui continue ainsi:

« Quelque grande, quelque belle, quelque forte que soit à son début une jeune fille née dans un département quelconque, si, comme Dinah Piédefer, elle se marie en province et si elle y reste, elle devient bientôt femme de province. Malgré ses projets arrêtés, les lieux communs, la médiocrité des idées, l'insouciance de la toilette, l'horticulture des vulgarités envahissent l'être sublime caché dans cette âme neuve, et tout est dit, la belle plante dépérit. Comment en serait-il autrement ? Dès leur bas âge, les jeunes filles de province ne voient que des gens de province autour d'elles, elles n'inventent pas mieux, elles n'ont à choisir qu'entre des médiocrités, les pères de province ne marient leurs filles qu'à des garçons de province ; personne n'a l'idée de croiser les races, l'esprit s'abâtardit nécessairement ; aussi, dans beaucoup de villes, l'intelligence est-elle devenue aussi rare que le sang y est laid. L'homme s'y rabougrit sous les deux espèces, car la sinistre idée des convenances de fortune y domine toutes les conventions matrimoniales. Les gens de talent les artistes, les hommes supérieurs, tout coq à plumes éclatantes s'envole à Paris. Inférieure comme femme, une femme de province est encore inférieure par son mari. »
- La niaiserie de l’autre, celui qui n’est pas Parisien et que nous venons de rencontrer chez Balzac. « Provincial : qui est gauche, dépourvu de distinction, maniéré. », nous dit le Larousse du XXe siècle. Citons aussi : « C’est un nigaud qui est frais émoulu de la province » (Dancourt), donné en exemple par Le Petit Robert, « Ce n’était plus cette fille simple dont une éducation provinciale avait rétréci les idées » (Voltaire), « On verra clairement que vous avez pleuré à la tragédie, ce qui est un peu provincial » (Genlis).

- L’abâtardissement, largement entrevu avec Balzac, citons aussi « Elle avait de beaux yeux pour des yeux de province » (Gresset), « Est-il rien de si pitoyable au monde que les fonctions de journaliste de province, condamné à ne jamais écrire que des vulgarités pour se mettre au niveau de son public. » (Auguste Nefftzer), «Transplantée à Lyon ou à Rennes, la Parisienne en un an devient sotte, et l'homme le plus supérieur se découvrira des mesquineries, après un trimestre de séjour » [3] (Joséphin Peladan).

- Le mortel ennui : « Paris est une solitude peuplée ; une ville de province est un désert sans solitude. » (François Mauriac), « En province, la pluie devient une distraction.» (Edmond et Jules de Goncourt), « L'homme est fait pour la femme. La femme est faite pour l'homme... surtout en province, où il n'y a pas de distraction. » (Feydeau) ou encore « Il y a quelque chose de terrible dans ces existences de province où rien ne paraît changer quelles que soient les profondes modifications de l'âme. » (Julien Green).